# Kyselina eruková

Kyselina eruková

Kyselina eruková (cis-dokos-13-enová, systematický název kyselina (13Z)-dokos-13-enová) je mononenasycená omega-9 mastná kyselina, vzorec CH3(CH2)7CH=CH(CH2)11COOH, označovaná jako 22:1 ω-9. Je složkou brukvovitých rostlin, především semen řepky, trýzlu a hořčice, kde tvoří až 40–50 % mastných kyselin. trans izomer kyseliny erukové je znám jako kyselina brasidová.
U pokusných zvířat krmených stravou bohatou na kyselinu erukovou bylo prokázáno, že se může rozvinout myokarditida, myokardiální fibróza a akumulují se lipidy v srdci. Díky tomu se šlechtí nové odrůdy řepky s nízkým obsahem této kyseliny, z nich se potom získává nízkoerukový řepkový olej.